# أجل (وقت)
الأجل أو الموعد الأخير أو الموعد النهائي أو حد الأمد أو نهاية الأمد هو مجال ضيق من الوقت أو نقطة زمنية معينة يجب تحقيق هدف أو إنجاز مهمة فيها. ما أن يحين الأجل يُعد العنصر متأخرًا (على سبيل المثال لمشاريع العمل أو مهام المدرسة). قد يؤثر في حالة مهام العمل أو المشاريع التي لم تكتمل بحلول أجلها ذلك سلبًا على تصنيف أداء الموظف. في حالة الواجبات المدرسية أو المقالات أو التقارير المقدمة بعد الأجل فقد تُنقص علامات أو درجات من تقييم الطالب.
لا يمكن في بعض الحالات تقديم أي مواد بعد حلول الأجل. قد يحدث هذا في دعوات تقديم العروض والمناقصات التجارية للعطاءات ومواعيد التقديم للجامعات والمدارس المهنية. أما في الاختبارات والامتحانات في المدارس والجامعات ومسابقات العمل يجب على المتقدمين للاختبار وضع أقلامهم أو أقلامهم وتسليمهم للاختبار ما إن تنتهي المهلة الزمنية للاختبار.